# Altera
Altera  Corporation (NASDAQ: ALTR) — колишня американська компанія, один з найбільших виробників програмованих логічних пристроїв. Заснована у 1983 році.
Компанія випустила свою першу мікросхему програмованого логічного пристрою в 1984 році. Займалася проектуванням напівпровідникових пристроїв програмованої логіки (FPGA, CPLD, ASIC), розробкою програмних модулів та бібліотек інтелектуальної власності для програмування пристроїв програмованої логіки на мовах опису апаратних засобів (VHDL, Verilog), а також розробкою пакетів програмного забезпечення для програмування пристроїв програмованої логіки (пакет програм Quartus II).
Altera була підприємством без власних виробничих потужностей. Для виготовлення програмованих логічних пристроїв компанія співпрацювала з різними виробниками інтегральних схем, такими як TSMC.
У грудні 2015 року завершене придбання Altera компанією Intel.